# N busz (Esztergom)
Az esztergomi N jelzésű autóbusz egy éjszakai helyi járat, ami a Vasútállomás – Rákóczi tér – Dobozi Mihály utca – Kórház – Vasútállomás útvonalon közlekedik. A viszonylatot a Volánbusz üzemelteti.

## Útvonala
Esztergom vasútállomásától indul. A 111-es főúton kezd el haladni északnyugati irányban minden megállót érintve. A Dobozi Mihály utcáig a főúton megy, ott a Vaskapui útra tér. Ezt követően a Duna Múzeum következik, azután a Bánomi úton érinti a település kórházát és onnan a Kálvária és Sugár utakon a vasútállomáshoz érkezik.

### Tudnivalók
- A járatok minden esetben megvárják a Budapest felől beérkező vonatokat.
- Igényvezérelt éjszakai járat.
- A Rákóczi tértől csak leszállás vehető igénybe.

## Közlekedése
Naponta este fél 12 és éjjeli háromnegyed 2 között három alkalommal van indítása.

## Megállóhelyei
| 0                                           | Vasútállomás végállomás               | 0  | 0.0 km | A, B, C, D, E, G, H, P, T, V 223, 1721, 1784, 1853 800, 802, 803, 804, 805, 808, 809, 812, 819, 822, 823, 824, 825, 836, 837, 845, 846, 847, 852, 853, 854, 862, 863, 880 Esztergom > S72 Z72 S74 |
| 1                                           | Baross Gábor utca                     | 1  | 0.4 km | A, B, C, D, G, H, P, T 803, 804, 805, 809, 812, 819, 823, 824, 825, 836, 837, 845, 846, 847, 852, 853, 854, 862, 863                                                                              |
| 2                                           | Erzsébet királyné utca                | 3  | 0.7 km | A, B, C, D, E, G, H, T 800, 803, 804, 805, 808, 809, 812, 819, 823, 824, 825, 836, 837, 845, 846, 847, 852, 853, 854, 880                                                                         |
| 3                                           | Eszperantó utca                       | 4  | 1.1 km | A, B, C, G, H, T 805, 812, 814, 817, 819, 836, 837, 845, 846, 847 |
| 4                                           | Arany János utca                      | 5  | 1.6 km | A, B, C, D, E, G, H, T 803, 804, 805, 808, 809, 812, 814, 817, 819, 823, 824, 825, 836, 837, 845, 846, 847, 852, 853, 854, 880                                                                    |
| Csak leszállás vehető igénybe a megállóban. |                                       |    |        | |
| 5                                           | Rákóczi tér                           | 6  | 2.0 km | A, B, C, D, E, G, H, T 803, 804, 805, 808, 809, 812, 814, 817, 819, 823, 824, 825, 836, 837, 845, 846, 847, 852, 853, 854, 880                                                                    |
| 6                                           | Bajcsy-Zsilinszky utca                | 7  | 2.3 km | A, B, C, D, G, P, T 803, 804, 805, 808, 809, 812, 814, 817, 819, 823, 824, 825, 837, 845, 847, 853, 854, 863                                                                                      |
| 7                                           | Béke tér (Bazilika)                   | 8  | 2.9 km | C, D, E, G, P, T 803, 804, 805, 808, 809, 812, 814, 817, 819, 823, 824, 825, 837, 845, 847, 853, 854, 863                                                                                         |
| 8                                           | Dobozi Mihály utca                    | 10 | 3.7 km | A, B, C, D, E, G, P, T 804, 805, 809, 812, 814, 817, 819, 823, 824, 825, 837, 845, 847, 853, 854, 863                                                                                             |
| 9                                           | Bánomi út (Hild József utca)          | 13 | 4.5 km | A, B, G, T 809, 812, 819, 823, 824, 825, 853, 854 |
| 10                                          | Duna Múzeum                           | 14 | 5.2 km | B, G, H, P, T 803, 804, 809, 812, 819, 823, 824, 825, 836, 837, 845, 846, 847, 852, 853, 854, 863                                                                                                 |
| 11                                          | Kórház                                | 15 | 5.5 km | A, B, G, H, P, T 803, 804, 809, 812, 819, 823, 824, 825, 836, 837, 845, 846, 847, 852, 853, 854, 862, 863                                                                                         |
| 12                                          | Petőfi Sándor utca (belvárosi temető) | 16 | 5.8 km | A, B, G, H, P, T 803, 804, 809, 812, 819, 823, 824, 825, 836, 837, 845, 846, 847, 852, 853, 854, 862, 863                                                                                         |
| 13                                          | Kálvária út                           | 17 | 6.2 km | A, B, P 862, 863 |
| 14                                          | Sugár út                              | 18 | 6.7 km | A, B, P 862, 863 |
| 15                                          | Vasútállomás végállomás               | 19 | 7.3 km | A, B, C, D, E, G, H, P, T, V 223, 1721, 1784, 1853 800, 802, 803, 804, 805, 808, 809, 812, 819, 822, 823, 824, 825, 836, 837, 845, 846, 847, 852, 853, 854, 862, 863, 880 Esztergom > S72 Z72 S74 |